# Humberto Díaz Casanueva
Humberto Díaz Casanueva (Santiago, 8 de dezembro de 1906 — Santiago, 22 de outubro de 1992) foi um poeta, diplomata e educador chileno.

## Prêmios
Humberto Díaz Casanueva ganhou o Prêmio Nacional de Literatura do Chile em 1971.